# Distrito electoral de Chapin (condado de Wayne, Nebraska)
Chapin (en inglés: Chapin Precinct) es un distrito electoral ubicado en el condado de Wayne en el estado estadounidense de Nebraska. En el Censo de 2010 tenía una población de 429 habitantes y una densidad poblacional de 4,61 personas por km².

## Geografía
Chapin se encuentra ubicado en las coordenadas 42°13′40″N 97°12′10″O / 42.22778, -97.20278. Según la Oficina del Censo de los Estados Unidos, Chapin tiene una superficie total de 93.1 km², de la cual 93.08 km² corresponden a tierra firme y (0.02%) 0.02 km² es agua.

## Demografía
Según el censo de 2010, había 429 personas residiendo en Chapin. La densidad de población era de 4,61 hab./km². De los 429 habitantes, Chapin estaba compuesto por el 96.97% blancos, el 0.47% eran amerindios, el 0.47% eran asiáticos, el 0.93% eran isleños del Pacífico, el 0.23% eran de otras razas y el 0.93% pertenecían a dos o más razas. Del total de la población el 2.33% eran hispanos o latinos de cualquier raza.